# بوينغ كي بي-29 سوبرفورترس
طائرة بوينغ كي لي-29 سوبرفورترس (القلعة الجبارة) هي تعديل لطائرة بوينغ B-29 سوبرفورترس من أجل تزويد الوقود الجوي من قبل القوات الجوية الأمريكية. تم إنتاج نموذجين ابتدائيين اثنين عُرِفا بـ: كي بي-29أم و كي بي-29بي.

## أشكال مختلفة

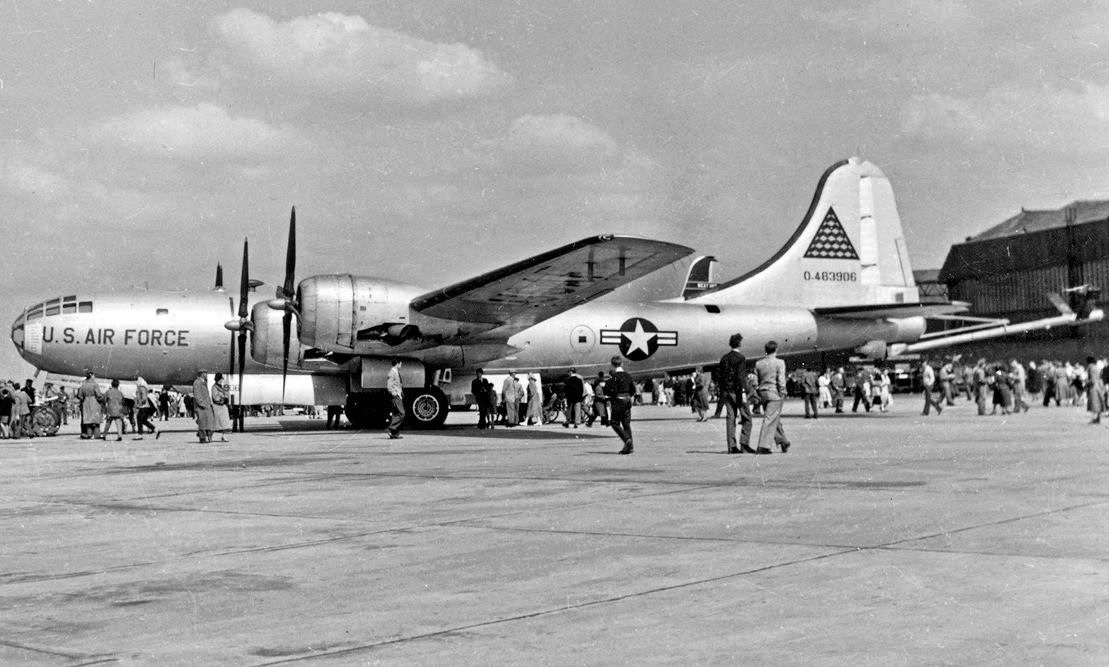
KB-29P ناقلة 420th التزود بالوقود الجوي سرب في سلاح الجو الملكي البريطاني Sculthorpe نورفولك في عام 1956

- كي بي-29أم
- كي بي-29بي

## المواصفات
البيانات من United States Military Aircraft since 1909
الخصائص العامة
- طول: 120 قدم 1 بوصة (36.60 م)
- باع الجناح: 141 قدم 3 بوصة (43.05 م)
- ارتفاع: 29 قدم 7 بوصة (9.02 م)
- مساحة الجناح: 1,736 قدم2 (161.3 م2)
- الوزن فارغة: 69,011 رطل (31,303 كـغ)
- الوزن الإجمالي: 138,500 رطل (62,823 كـغ)
- محركات: 4 × رايت آر-3350 دوبلكس سيكلون محرك شعاعيs, 2,200 حصان (1,600 كـو)  الواحد

أداء
- السرعة القصوى: 400 ميل/س (644 كم/س؛ 348 عقدة) at 30,000 ft (9,150 m)
- سرعة العبور: 315 ميل/س (274 عقدة؛ 507 كم/س)
- مدى: 2,300 ميل (1,999 nmi؛ 3,701 كـم)
- سقف الخدمة: 38,000 قدم (11,582 م)
- معدل الصعود: 500 قدم/د (2.5 م/ث)

تسليح

- لايوجد